# 悪太郎 (狂言)
悪太郎（あくたろう）は狂言の演目。出家狂言。和泉流・大蔵流。乱暴者の悪太郎が酒に酔って寝ている間に出家姿に変えられ、「今日から汝の名は南無阿弥陀仏である」と告げられたことで信仰に目覚める姿を描く。江戸時代に作られた。

## 登場人物
- シテ - 悪太郎
- アド - 悪太郎の伯父
- 小アド - 僧